# Mesh (Band)
Mesh ist eine Synthpop-Band aus dem englischen Bristol.

## Geschichte
Mesh wurde von den Keyboardern Neil Taylor, Rich Silverthorn und Mark Hockings gegründet. Taylor und Silverthorn spielten bereits gemeinsam, als sie 1991 auf einem Konzert Mark Hockings kennenlernten und fortan als Mesh begannen, Musik zu machen. Die Wurzeln ihrer Musik liegen im Synthie-Pop der 1980er, was sich vor allem in einer nicht zu verleugnenden Ähnlichkeit zum Sound von Depeche Mode widerspiegelt. Eingängige Melodien, minimalistische Synthieklänge und emotionaler Gesang bilden die Substanz der Songs.
Das Songwriting wird meist von Silverthorn und/oder Hockings initiiert, die zumindest die grobe Struktur des Songs entwickeln. Hockings schreibt die Texte im Alleingang und fügt sie dann im Studio der Songstruktur zu. Taylor entwickelte seine Kreativität erst im Studio, war sozusagen eher der Praktiker. Hockings übernahm den Sängerpart, nachdem er sich als einziger dazu bereit erklärte und zudem die Meinung vertritt, dass ein Texter seine Songs selber singen müsse, da er der einzige sei, der wirklich wisse, worum es in seinem Song gehe.
Als Studio musste das Haus von Silverthorns Mutter herhalten, welches von Mesh, mit zahlreichem Equipment ausgestattet, zu den „Urban Studios“ umgeformt wurde. Hier produzieren Mesh noch heute ihren Sound. Die Demos stießen anfangs jedoch auf eher mäßiges Interesse. Erst als das damals neue Musikmagazin Future Music drei Songs aufgriff und auf ihren Sampler presste, zeigten Plattenfirmen Interesse. Erste Verhandlungen lieferten allerdings kein akzeptables Ergebnis. So riefen Mesh kurzerhand das eigene Label Tolerance Records ins Leben. Unterstützt von ihren Familien begannen sie im August 1994 die EP Fragile in Eigenregie zu vertreiben.
Alsbald wurden Memento Materia auf Mesh aufmerksam, nachdem ihnen The Body Project, ein Promotion-Unternehmen für elektronische Musik aus Schweden, eine Aufnahme von Mesh zusandten. Kurze Zeit später war der Vertrag geschlossen und die EP Fragile beim neuen Label Anfang 1996 wiederveröffentlicht. Noch im selben Jahr kam dann Meshs erstes vollwertiges Album auf den Markt. Der Absatz übertraf die Erwartungen der Band. Die erste Single-Auskopplung des Albums You Didn't Want Me avancierte in zahlreichen Clubs zum Hit.
Mit diesem Erfolg im Rücken brachte Mesh 1997 eine erweiterte Neuauflage der Fragile-EP für den europäischen und amerikanischen Markt heraus. Ebenso veröffentlichte sie bei ihrem für den US-Markt zuständigen Label Jarrett Records die Single You Didn't Want Me. Mittlerweile hat Jarrett einen Major-Vertrag mit Navarre und 1999 wurde das Album The Point at Which It Falls Apart weltweit veröffentlicht. Die neueren Werke von Mesh entfernen sich mehr und mehr vom Minimalismus und integrieren zunehmend orchestrale Arrangements. Dem recht poppigen Album Who Watches Over Me? von 2002 folgt Ende des Jahres Fragmente 2, ein Doppelalbum mit Remixen und schwer erhältlichen Mesh-Tracks.
Im Oktober 2006 verließ Neil Taylor aus persönlichen Gründen die Band.

## Stil
Die Gruppierung ist für ihre Mischung von synthetischen und akustischen Einflüssen bekannt und wird klanglich oft mit Depeche Mode, Nine Inch Nails und De/Vision verglichen.
Die einzelnen Stücke wirken für gewöhnlich recht massentauglich und vereinbaren harte und aggressive Einflüsse mit eingängigen und melodischen Klängen. Gerade die Mischung aus sehr kommerziell erscheinenden Rhythmen und den intensiven Texten, die durchaus auch politisch zu verstehen sind, macht einen Großteil des Klanges von Mesh aus und führte schnell zum Erfolg der ersten EP.

## Diskografie

### Studioalben
- 1994: Fragile
- 1996: In This Place Forever
- 1999: The Point at Which It Falls Apart
- 2002: Who Watches Over Me?
- 2006: We Collide
- 2009: A Perfect Solution
- 2013: Automation Baby
- 2016: Looking Skyward

### Kompilationen und Livealben
- 1998: Fragmente (Kompilation, u. a. mit der Single Trust You)
- 2000: On This Tour Forever (Livealbum)
- 2002: Fragmente 2 (Kompilation)
- 2002: Original 91–93 (Kompilation)
- 2007: We Collide Tour – The World's a Big Place (Livealbum)
- 2011: An Alternative Solution (Remix-Album zu A Perfect Solution)
- 2017: Live at Neues Gewandhaus Leipzig

### Singles und EPs
- 1994: Fragile (EP)
- 1997: You Didn't Want Me
- 1998: Trust You
- 1999: People Like Me (With This Gun)
- 1999: It Scares Me
- 1999: Not Prepared
- 2000: Live Singles (EP)
- 2000: Waves (feat. Mark ’Oh)
- 2002: Leave You Nothing
- 2003: Friends Like These
- 2006: Crash
- 2006: My Hands Are Tied / Petrified
- 2009: Only Better
- 2010: How Long?
- 2013: Born to Lie
- 2013: Adjust Your Set
- 2016: Kill Your Darlings
- 2017: Runway

### Videoalben
- 2000: On This Tour Forever
- 2006: The World's a Big Place